# لیو اولمان
لیو یوهانه اولمان (Liv Johanne Ullmann؛ متولد ۱۶ دسامبر ۱۹۳۸) بازیگر نروژی و کارگردان فیلم، و همچنین همسر و یکی از «منابع الهام» اینگمار برگمان کارگردان سوئدی بوده‌است. با پنج بار نامزدی جایزه گلدن گلوب برای بهترین بازیگر زن، برنده جایزه گلدن گلوب برای بهترین بازیگر نقش مکمل زن - درام حرکت تصویر در طول سال ۱۹۷۲ برای فیلم درام مهاجران(۱۹۷۱)، اولمان یک بار برای دریافت نخل طلای کن، دو بار برای دریافت جایزه اسکار و دو بار برای دریافت جایزه فیلم بفتا نامزد شده‌است.وی همچنین برنده جایزه اسکار افتخاری در سال ۲۰۲۲ شده است.

## زندگی شخصی
اولمان در توکیو، ژاپن متولد شد، دختر ویگو اولمان، یک مهندس هواپیما نروژی که در آن زمان در توکیو مشغول به کار بود، و یانا (نام اصلیش لوند) که او نیز نروژی بود. هنگامی که او دو سالش بود، خانواده به تورنتو، کانادا، منتقل شد جاییکه در آن پدرش در پایگاه نیروی هوایی نروژی در جزیره تورنتو (در دریاچه انتاریو) در طول جنگ جهانی دوم کار می‌کرد. چهار سال بعد، پدر ش از یک تومور مغزی درگذشت، رویدادی که او را به شدت تحت تأثیر قرار داد. پس از جنگ، بقیه خانواده به تروندهایم، نروژ، نقل مکان کرد و در آنجا اولمان بقیه دوران جوانی خود را به سر برد. او در حال حاضر ساکن بوستون، ماساچوست است.

## زندگی کاری

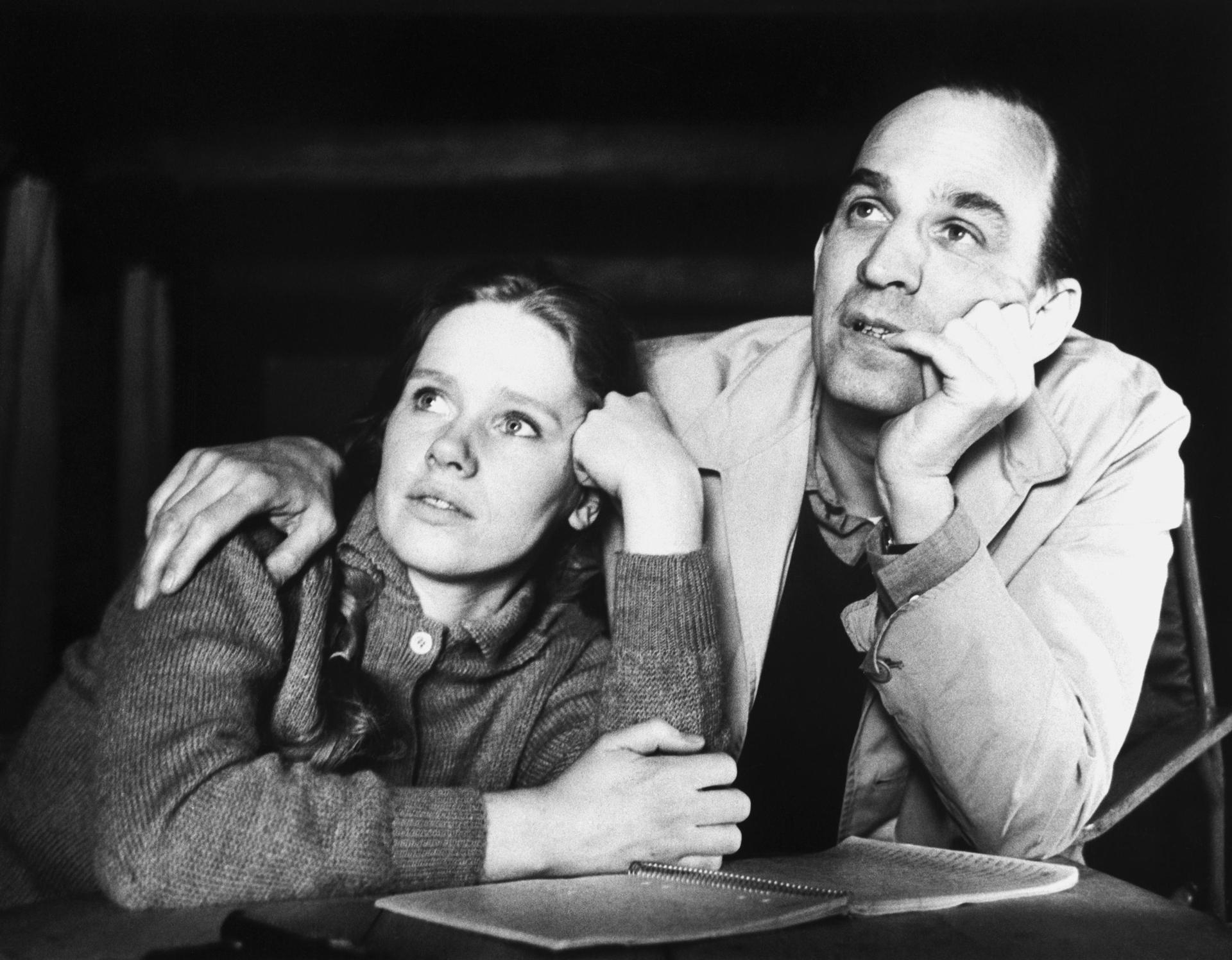
عکس لیو اولمان در کنار اینگرید برگمان در طی فیلمبرداری فیلم پرسونا

اولمان کار بازیگری خود را به عنوان یک بازیگر در صحنه تئاتر در نروژ در اواسط دههٔ ۱۹۵۰ آغاز کرد. او به کار تئاتر در بیشتر زندگی حرفه‌ای اش ادامه داد، و برای بازی در نقش نورا در نمایش عروسکخانه ساختهٔ هنریک ایبسن مورد توجه قرار گرفت، اما پس از آغاز به کار با کارگردان سوئدی اینگمار برگمان بیشتر شناخته شده. پس از آن او در ده فیلم که از ستودنی‌ترین کارهایش بودند بازی کرد، از جمله پرسونا (۱۹۶۶)، مصائب آنا (۱۹۶۹)، فریادها و نجواها (۱۹۷۲) و سونات پاییزی (۱۹۷۸)، که در آن او با دیگر هنرپیشهٔ سوئدی اینگرید برگمان که کار در سینمای سوئد را از سر گرفته بود، همبازی شد. او با بازیگر سوئدی و همکار برگمان، ارلاند جوزفسون، در درام‌های تلویزیونی سوئدی، صحنه‌هایی از یک ازدواج (۱۹۷۳) بازی کرد. اولمان با لارنس اولیویه در پلی در دوردست (۱۹۷۷)، به کارگردانی ریچارد آتنبرو نیز نقش آفرینی کرده‌است.
او بیش از۴۰ بار نامزد دریافت جایزه‌های گوناگون شده‌است، از جمله جایزه‌های یک عمر دستاورد هنری، او سه بار از انجمن ملی از منتقدان فیلم، سه بار از هیئت ملی بازبینی فیلم جایزه بهترین بازیگر زن را دریافت کرد، سه جایزه از انجمن منتقدان فیلم نیویورک و یک جایزه گلدن گلوب را از آن خود کرده‌است. اولمان در سال ۱۹۷۱، برای فیلم مهاجران، و در سال ۱۹۷۶ برای فیلم چهره به چهره نامزد دریافت جایزهٔ اسکار بهترین بازیگر زن شد.
اولمان در سال ۱۹۷۵ اولین کار خود را در شهر نیویورک با «عروسکخانه» آغاز کرد و سپس با حضور در «آنا کریستی» و «ارواح»، و همچنین نسخه موزیکال نا موفق از «من مامان را بیاد می‌آورم» کار خود را دنبال کرد. این نمایش که، کاری از ریچارد راجرز بود که تجربه تجدید نظرهای‌های متعدد در طول یک دوره پیش نمایش طولانی را داشت، پس از ۱۰۸ اجرا متوقف شد. او همچنین در بازسازی بسیار انتقادبرانگیز فیلم موزیکال افق گمشده در طول سال ۱۹۷۳ ظاهر شده‌است.
در سال ۱۹۸۰ برایان دی پالما، که کری را کارگردانی کرد برای ایفای نقش کیت میلر در تریلر جنایی اروتیک لباس پوشیده برای کشتن، به لیو اولمان پیشنهاد نقش کرد، اما او به دلیل خشونت فیلم نپذیرفت. نقش به انجی دیکینسون داده شد. در سال ۱۹۸۲ اینگمار برگمان بازی در نقش اصلی اکدال امیلی در آخرین فیلم سینمایی خود، فانی و الکساندر، را به اولمان پیشنهاد کرد و این نقش را با این ذهنیت نوشت که اولمان آن را بازی خواهد کرد. اما اولمان حس کرد که این نقش خیلی غمگین است و نپذیرفت. لیو اولمان بعدها در مصاحبه‌ای گفت که رد کردن این نقش یکی از معدود چیزهایی که او از آن بسیار پشیمان است.
در طول سال ۱۹۸۴، او رئیس هیئت داوران در سی و چهارمین جشنواره بین‌المللی فیلم برلین، و در سال ۲۰۰۲ به ریاست هیئت داوران جشنواره فیلم کن بود. او دخترش، لین اولمان را به تماشاگران با این جمله معرفی کرد: «و این زنی که اینگمار برگمان بیش از همه دوست دارد». دخترش آنجا بود تا جایزه افتخار را از طرف پدرش دریافت کند.
در سال ۲۰۰۴ اولمان گفت که پیشنهادی در نوامبر سال ۲۰۰۳ برای بازی در شو محبوب آمریکایی، سکس و شهر، دریافت کرده‌است. اولمان از این پیشنهاد خوشحال شد و گفت که یکی از معدود برنامه‌هایی است که به‌طور منظم تماشا کرده، اما او این پیشنهاد را رد کرد. در همان سال، استیون سودربرگ نقش ویژه‌ای برای لیو اولمان در فیلم ۱۲ یار اوشن نوشت و این نقش را به او پیشنهاد کرد، اما اولمان این نقش را نپذیرفت.
اولمان روایتگر انیمیشن کوتاه کار مشترک کانادایی- نروژی به نام شاعر دانمارکی (۲۰۰۶) شد، که جایزه اسکار را برای انیمیشن کوتاه در هفتاد و نهمین جوایز اسکار در سال ۲۰۰۷ به دست آورد. در سال ۲۰۰۸، او رئیس هیئت منصفه در سی امین جشنواره بین‌المللی فیلم مسکو بود.
در ۱۰ دسامبر ۲۰۱۰، اولمان در مراسم جایزه صلح نوبل ۲۰۱۰ شرکت کرد. او متنی متعلق به گیرنده جایزه صلح نوبل ۲۰۱۰ لیو شیائوبو، یک مدافع حقوق بشر زندانی در چین به نام «من هیچ دشمنی ندارم،» را خواند. در غیاب لیو، مدال و دیپلم در یک صندلی خالی بر روی صحنه قرار داده شد. اولمان دو زندگینامه نوشته، تغییر (۱۹۷۷) و انتخابها (۱۹۸۴).
در طول سال ۲۰۱۲، او با حضور در جوایز آکادمی فیلم بین‌المللی هند در سنگاپور، جایی که از او برای مشارکتهای برجسته در سینمای بین‌الملل قدردانی شد و او نیز فیلمش در مورد رابطه‌اش با اینگمار برگمان را نمایش داد.

## کارگردانی
اولین فیلم اولمان به عنوان کارگردان، سوفی (۱۹۹۲) است که در آن دوست و همبازی سابقش، ارلاند جوزفسون بازی کرد. پس از آن بی وفا (۲۰۰۰) را کارگردانی کرد. در فیلم ساراباند (۲۰۰۳)، آخرین فیلم تلویزیونی برگمان نقشش در فیلم صحنه‌هایی از یک ازدواج را تکرار کرد. بی وفا نامزد دریافت نخل طلایی بهترین فیلم و همچنین بهترین بازیگر نقش مکمل زن در جشنواره فیلم کن شد.
در سال ۲۰۰۶ اولمان اعلام کرد که او مجبور شده به آرزوی دیرین خود که ساخت یک فیلم بر اساس عروسکخانه است پایان دهد. او اظهار داشت که صندوق فیلم نروژ او و نویسنده کیتل بیورنستاد را از دنبال کردن این پروژه بازداشته‌اند. بازیگر استرالیایی کیت بلانشت و بازیگر بریتانیایی کیت وینسلت برای نقش‌های اصلی این فیلم در نظر گرفته شده بودند. او بعد به بلانشت نقشی در نمایش اتوبوسی به نام هوس، تنسی ویلیامز، در شرکت تئاتر سیدنی در سیدنی، استرالیا، داد. نمایش که ماه سپتامبر تا اکتبر سال ۲۰۰۹ اجرا شد، و سپس اجرا. از ۲۹ اکتبر تا ۲۱ نوامبر ۲۰۰۹ مرکز هنرهای نمایشی جان اف کندی در واشینگتن دی سی ادامه یافت؛ که در آن موفق به کسب یک جایزه هلن هیز شد. نمایش در آکادمی موسیقی بروکلین در بروکلین، نیویورک نیز اجرا شد.
در سال ۲۰۱۳ اعلام شد که اولمان یک فیلم اقتباسی از خانم جولی را کارگردانی می‌کند. این فیلم در سال ۲۰۱۴ پخش خواهد شد و جسیکا چاستین، کالین فارل و سامانتا مورتون بازیگران آن هستند.

## زندگی خصوصی
اولمان علاوه بر نروژی، به سوئدی، انگلیسی و دیگر زبان‌های اروپایی گویش می‌کند. او یک سفیر حسن نیت یونیسف است. است و به‌طور گسترده‌ای برای سازمان سفر می‌کند. او یکی از بنیانگذاران و رئیس افتخاری کمیسیون پناهندگان زنان است. در سال ۲۰۰۵، هارالد پنجم پادشاه نروژ به اولمان نشان فرمانده با ستاره سنت اولاو را اعطا کرد. او در سال ۲۰۰۶، دکترای افتخاری از دانشگاه فنی و علوم طبیعی نروژ دریافت کرد.
اولمان تا به حال دو بار ازدواج کرده و طلاق گرفته‌است. اولین ازدواجش با هانس یاکوب استانگ، یک روان‌پزشک نروژی است که در سال ۱۹۶۵ طلاق گرفتند. با توجه به زندگینامه‌اش، ازدواج با کتیل بیورنستاد، به دلیل بی وفایی هر دو طرف خدشه دار شد. در دههٔ ۱۹۸۰، او با توسعه دهنده املاک و مستغلات بوستونی، دونالد ساندرز ازدواج کرد، که در سال ۱۹۹۵ طلاق گرفتند. زن و شوهر به زندگی با هم تا سال ۲۰۰۷ ادامه دادند.
اولمان و اینگمار برگمان به مدت پنج سال با هم زندگی می‌کردند و از او در سال ۱۹۶۶ دارای فرزندی شد به نام لین اولمان. اولمان دارای دو نوه، یک پسر و یک دختر، از دو ازدواج دخترش است.

## گزیده فیلم‌شناسی
- پرسونا (۱۹۶۶)
- شرم (۱۹۶۸)
- ساعت گرگ و میش (۱۹۶۸)
- مصائب آنا (۱۹۶۹)
- عرق سرد (۱۹۷۰)
- مهاجران (۱۹۷۱)
- سرزمین جدید (۱۹۷۲)
- فریادها و نجواها (۱۹۷۲)
- پاپ ژوان (۱۹۷۲)
- صحنه‌هایی از یک ازدواج (۱۹۷۳)
- ۴۰ قیراط (۱۹۷۳)
- افق گمشده (۱۹۷۳)
- چهره به چهره (۱۹۷۶)
- تخم مار (۱۹۷۷)
- پلی در دوردست (۱۹۷۷)
- سونات پاییزی (۱۹۷۸)
- پسر خلیج (۱۹۸۴)
- حرکات خطرناک (۱۹۸۴)
- بدرود مسکو (۱۹۸۷)
- گابی: یک داستان واقعی (۱۹۸۷)
- بی‌تفاوت‌ها (۱۹۸۸)
- دوست‌دختر (۱۹۸۸)
- گاو نر (۱۹۹۱)
- ساراباند (۲۰۰۳)
- شاعر دانمارکی (۲۰۰۶)
- درون یک آیینه درون یک معما (۲۰۰۸)
- سفر دراز روز در شب (۲۰۱۱)
- دو زندگی (۲۰۱۲)
- اعترافات خصوصی (۱۹۹۶)
- بی‌وفا (۲۰۰۰)
- خانم جولی (۲۰۱۴)